# El Coyol (Guerrero)
El Coyol es una localidad del estado mexicano de Guerrero. Es cabecera del municipio de Coyuca de Catalán.

## Demografía
| Gráfica de evolución demográfica |
|                                  |

| Censo | Población |
| ----- | --------- |
| 1900  | 228       |
| 1910  | 296       |
| 1921  | 245       |
| 1930  | 124       |
| 1940  | 99        |
| 1950  | -         |
| 1960  | 235       |
| 1970  | 368       |
| 1980  | 457       |
| 1990  | 482       |
| 1995  | 520       |
| 2000  | 544       |
| 2005  | 417       |
| 2010  | 412       |
| 2020  | 404       |